# 폭력의 종말
《폭력의 종말》(The End Of Violence)은 미국에서 제작된 빔 벤더스 감독의 1997년 드라마, 스릴러 영화이다. 빌 풀만 등이 주연으로 출연하였고 데팍 나야르 등이 제작에 참여하였다.

## 출연

### 주연
- 빌 풀만
- 앤디 맥도웰
- 가브리엘 번

### 조연
- 로렌 딘
- 트러시 린드
- 다니엘 벤잘리
- K. 토드 프리먼
- 존 딜

## 기타
- 미술: 패트리시아 노리스
- 의상: 패트리시아 노리스
- 배역: 헤이디 르빗
- 배역: 모니카 니켈슨